# 节用
節用是中國歷史上主張節約國家財政支出和個人消費的經濟思想。先秦儒、墨、道各學派都主張節用。以墨家最為強調。墨子主張各階級實行一種較低水平的統一的消費標準。荀子認為實行這一主張，就會賞罰不行，不利於促進生產的發展，指出：“墨子之節用也，則使天下貧”（《荀子·富國》）